# 신병 (애니메이션)
신병은 유튜버 장삐쭈가 만든 군생활을 장르로 하는 애니메이션이다.

## 시즌 링크
- 시즌0
- 시즌1
- 시즌2
- 신병라디오

## 줄거리

### 시즌 0
1회 관등성명
시점은 박민석의 훈련병 시절. 조교가 육군훈련소의 훈련병들에게 관등성명에 대해 가르치고 박민석을 가리켜 시험해보았으나 제대로 하질 않아 분위기가 싸해졌는데, 동기 염일환이 대놓고 한숨을 쉬며 불만을 보이자 빡친 조교가 단체기합을 내리고 만다.

2회 선택
시점은 최일구의 신병 시절. 배경은 구막사에서 진행되었으며, 양석준 상병과 장덕규 상병이 전입 온 최일구를 상대로 누가 더 잘생겼냐 질문을 던진다. 두 명이 선택을 유도하는데, 장덕규는 협박을 하고, 양석준은 설득을 한다. 최일구는 고민의 고민 끝에 덩치 크고 협박을 한 장덕규를 선택한다. 선택받은 장덕규는 갑자기 분위기가 바뀌며 웃으면서 최일구에게 PX같이 가자고 그러며 막사를 나간다. 장덕규가 나간 후, 둘이 남자마자 양석준은 최일구에게 귀싸대기를 날리면서 에피소드 종료.

3회 전우
관등성명 편에서 이어진다. 계속 얼차려를 받던 중 염일환은 박민석이 실수한것을 곱씹으며 궁시렁대고, 이에 맞은편에 있던 권태웅이 너만 힘든거 아니니까 조용히 하라며 경고한다. 하지만 염일환은 욕설을 섞어가며 무시하고 이 태도에 분노한 권태웅이 제대로 따지려 하지만 주변 인기척에 그러진 못한다. 이후 황수찬 조교가 생활관에 들어오고, 원용호 조교에게 이를 추궁하며 시간없으니 다음 교육으로 넘어가라 하며 얼차려는 끝난다.

4회 빨래
시즌 2에서 전역했던 심진우의 일병 시절을 다룬다. 민효철 병장을 안마해주다가 선임들이 앞을 지나가다가 한숨 쉬는 것을 보면서 무엇이 가장 필요한 지를 잘 체크해서 필요한 물건을 바로 준다. 안마 중에 민효철이 완전히 잠든 것을 확인하고 그제서야 자신의 수첩을 꺼내 일과를 정리하려 한다. 그런데 그 때, 상병 중 하나가 빨래에 섬유 유연제를 구분 안하고 다른 걸 넣었다며 불평하고 그걸 들은 병장이 일이병들에게 집합 명령을 내려 생활관 내에 일이병들이 모두 집합장소로 끌려나간다. 남아있던 상병장 라인이 군대가 개판이라고 불평하고 있던 중 최일구와 허윤재가 빨래를 들고 복귀하자 상병장들은 범인이 최일구와 허윤재라는 것을 바로 직감하고, 최일구는 생활관 내부에 일이병이 모두 없어지고 상병장 중 한명이 자신을 범인으로 지목하는 그 상황에 대해 당황하여 어리둥절하는 것으로 끝.

5회 조교
전우 편에서 이어진다. 결국 폭행으로 권태웅과 염일환 둘다 얼차려로 엎드려 뻗쳐를 받던중, 원용호 조교가 다시 둘을 부른다. 원용호 조교는 둘을 혼내며 누가먼저 했던 간에 병사간의 폭력은 퇴소사유이며 권태웅에겐" 아무리 먼저 맞았어도 그렇지 사람 얼굴을 저모양으로 만들면 누가봐도 네가 가해자인줄 안다. 네가 깡패냐?"라며, 염일환은 아무래도 문제가 조금 있는지 교관이 오면 다시 행정반으로 오라는 말만 하고 끝낸다. 그후 황수찬 조교가 부르자 이번 한번은 봐주지만 다시 그런다면 진짜로 퇴소조치할 것이니 조심하라 한 후 둘을 돌려보낸다. 생활관으로 돌아가던 중, 염일환이 정신안차리고 "X발..."이라며 넋두리 식으로 욕으로 하고, 이를 들은 황수찬조교가 염일환을 불러세우고 방금 뭐라 그랬냐며 추궁한다. 처음엔 그냥 나근나근한 느낌으로 추궁하지만. 계속해서 발뺌하는 염일환에 황수찬조교도 염일환에게 얼차려를 시키고, 결국 염일환이 실토하자 차가운 목소리로 "거짓말했네?"라며 염일환을 추궁한다.

6회 집합
빨래 편에서 이어지는 스토리. 뒤늦게 집합장소로 간 허윤재와 최일구가 다른 일이병들과 함께 백필규, 마왕 병장에게 털리는 내용을 담고 있다. 백필규와 집합시킨 병장이 후임들에게 직접 뺨을 때리고 마지막에는 풀파워로 자신의 뺨을 3대 때리게 한다. 이때 죄책감을 느낀 최일구가 자신의 뺨을 강하게 때리면서 끝나게된다. 최일구, 심진우가 주인공이었던 선택 편 및 빨래 편을 모두 하나로 묶는 에피소드로 스토리는 빨래 편에서 이어진다. 선택 편에서 최일구가 뺨을 맞으며 끝나는 엔딩과 이 편에서 최일구가 자기 뺨을 때리는 엔딩이 비슷하게 겹쳐지기도 한다.

7회 하나

8회 정다정

9회 정다정2

10회 정신교육

11회 김태희

12회 김태희2

13회 복무신조

14회 장난

15회 전대한

16회 악마

마지막 회 시즌0 完

### 시즌 1
1회 전입
2018년 3월 모일 한 군부대 생활관. 행보관이 신병 왔으니 짐 풀어주고 밥 먹이라며 가버렸고 들어온 박민석은 "이병 박민석!"이라고 하자 옷에 '상꺽'이라고 적힌 선임이 앉아보라고 한다. 이어 너 뭐냐고 묻자 박민석이 "이병 박"까지 말했는데 상꺽은 네가 이명박이냐고 했고 옆에 앉아있던 후임인 듯한 최일구가 쿡 하고 웃음을 터뜨리자 상꺽은 엎드려 뻗쳐를 시키고 후임 생겨서 신나냐고 묻는다. 그리고 박민석에게 몇 살이냐고 물었다. 박민석이 20살이라고 하자 상꺽은 자기 22살인데 형이라고 해보라고 한다. 박민석이 잘못 들었다고 했지만 상꺽이 형이라고 하라고 강조하자 형이라고 한다. 그러자 상꺽은 곧바로 최일구에게 엎드려뻗쳐를 시킨 다음 하늘같은 선임한테 형이라고 하는 게 말이 된다고 생각하냐며 갈군다. 그리고 똑바로 하라고 한뒤 이번엔 박민석에게 누나 있냐고 묻는다. 박민석이 있다고 하며 사진을 보여줬다. 사진을 보던 상꺽은 왼쪽이 누나냐고 묻는데 박민석은 왼쪽이 자기라고 한다. 그러자 또 한번 최일구에게 엎드려뻗쳐를 시켜서 이번엔 후임 누나 관리 똑바로 안하냐고 갈군다. 이어 X같으면 군대 빨리 오라고 하고는 바로 하라고 했다. 이번엔 박민석에게 옆 침대에 누워있는 병장을 가리키며 가서 뒤통수를 한 대 때리고 오라고 한다. 박민석이 이번에도 잘못 들었다고 하자 야전삽을 들이밀며 야전삽으로 귓구멍 파겠다고 하자 곧바로 자리에서 일어서 병장 자리로 갔다. 그리고 병장에게 뒤통수 한 대 때려고 되겠냐고 물은 후 다시 자리로 돌아왔다. 상꺽이 뭐라 하냐고 묻자 박민석은 "X까시랍니다"라고 했다. 상꺽은 이번엔 최일구에게 대가리를 박으라고 한다. 이어 하늘 같은 선임한테 X까라고 하는 게 말이 되냐며 후임 들어왔다고 풀어주면 뒤진다고 경고하고 둘 다 이제 재미없으니 꺼지라고 한다. 최일구는 박민석에게 혹시 담배 피우냐고 묻고 박민석이 피운다고 하자 같이 담배 피러 가자고 했다. 부대 밖. 담배를 피우던 최일구와 박민석. 최일구는 상꺽이 우리 부대 사이코라며 생긴 것부터 좀 X같지 않냐며 상꺽을 험담했다. 박민석이 아니라고 했지만 최일구는 그냥 우리끼리 하는 이야기니 솔직하게 말해보라고 했지만 박민석은 결국 좀 X같다며 진심을 이야기했다. 그러자 최일구는 웃으면서 맞짱뜨면 이길 수 있을 것 같지 않냐고 하자 박민석은 자기가 사회에서 복싱을 배워왔다고 한다. 그 말에 최일구는 "상훈아~"라며 누군가를 불렀는데... 최일구가 말한 '상훈'은 아까 그 상꺽이었다. 김상훈은 "일병 김상훈!"이라며 입고있던 옷을 최일구에게 건넸다. 알고보니 김상훈과 최일구는 서로 역할을 바꿔 신병 놀리기+개꿀잼 몰카를 한 것이었다. 당연히 이걸 알게 된 박민석은 멘붕. 눈물까지 흘리며 죄송하다고 했지만 최일구는 죄송하면 군생활 끝나냐고 한다. 바로 그때 저 멀리서 군단장이 온 걸 발견한 최일구와 김상훈은 곧바로 담배 피우던 걸 멈추고 군단장에게 다가가 경례를 한다. 박민석은 경례를 안하고 여전히 눈물만 글썽이고 있었다. 김상훈이 조그만 목소리로 빨리 경례하라고 말하고 있는데 박민석은 군단장에 뛰어가면서 말했다. 아빠......!!! 끄윽 끄윽...선임들이 나한테 끄윽끄윽... 박민석은 군단장 아빠에게 다가가 꺼이꺼이 울어대면서 아까 있었던 일들을 모두 말하고 있었다. 최일구와 김상훈은 식은 땀을 흘리며 겁에 질린 표정으로 1화가 끝난다.

2회 위병
위병소 근무를 하게된 김상훈과 박민석. 김상훈은 아무리 네가 군단장님 아들이라 해도 이건 배워야 하는 거라고 한다. 이어 위병을 서다보면 자주 오는 차들 중에 레토나가 있는데 혹시 레토나가 뭔지 아냐고 물었다. 박민석이 비타민, 서포터 등 오답만 내놓자 김상훈은 모르면 모른다고 하라고 했다. 박민석이 솔직하게 모른다고 하자 김상훈은 딱봐도 높은 사람이 타고있을 것처럼 생겼다고 알려준다. 이어 그 차가 오면 차 옆으로 가서 경례를 한 다음 관등성명 물어보고 무슨 목적으로 왔는지 물어보라고 했다. 여기까지 말했는데 차 한 대가 위병소로 왔다. 김상훈은 자신이 시범을 보여줄테니 잘 보고 똑바로 배우라고 했다. 김상훈은 가서 관등성명 여쭤봐도 되겠냐고 하자 차 안에서는 "나야"라는 한마디만 들어왔다. 그러자 김상훈은 고생한다는 말만 남겼고 차 안에선 수고하라는 말을 남기고 가버렸다. 차가 가자 김상훈은 최일구에게 작전과장이 들어왔다고 보고했다. 최일구가 알았다고 하자 김상훈은 할 수 있겠냐고 물었고 박민석도 자신있다고 했다. 때마침 차가 또 한 대 들어오자 김상훈은 자기가 뒤에서 봐줄테니 가서 한 번 해보라고 했다. 박민석은 차에 다가갔는데 대화가 길어졌다. 김상훈은 무슨 이야기를 저렇게 오래 하냐고 하는데 갑자기 차 문이 열리고 사람이 내리더니 바닥에 엎드려뻗쳤고 박민석은 그 사람에게 총을 겨누었다. 놀란 김상훈은 급히 뛰어갔다. 잠시후, 상황이 진정되자 김상훈은 박민석에게 아빠가 군단장이라 눈에 뵈는 게 없느냐고 따졌다. 이어 정훈장교님이 착해서 망정이지 행보관이나 일중대장이었으면 우린 바로 영창이었다고 했다. 박민석은 죄송하다고 했지만 김상훈은 아빠가 군단장이면 상급자 머리에 총 들이밀어도 되냐며 너 솔직히 실탄 있으면 나 쏠 거냐고 물었다. 그러자 박민석은 그렇다고 한다. 이후 차가 또 들어오자 김상훈은 다시 한 번 시범을 보여줄테니 이번엔 제대로 배우라고 한다. 김상훈이 관등성명을 묻자 차안에선 북한에서 온 리철중이라고 했다. 이에 김상훈도 쿡 하고 웃으면서 무슨 용무로 오셨냐고 하자 부대에 폭탄 설치하러 간다고 했다. 이어 추운데 쉬엄쉬엄 하라고 하고는 가버렸다. 이후 그는 최일구에게 2중대 3소대장이 왔다고 보고했다. 그리고 차가 또 오자 김상훈은 곧바로 박민석에게 시켰다. 박민석은 아까와는 달리 이번엔 "관성등명 여쭤봐도 되겠습니까"라고 했는데 또 아까처럼 대화가 길어지고 있었다. 김상훈이 또 이상한 말 하고있는 거 아니냐고 우려하는데 갑자기 박민석이 오더니 김상훈 일병을 불렀다. 김상훈은 나를 왜 오라고 하는 거냐고 묻지만 모르겠으니 일단 오라고 한다. 김상훈은 일단 갔는데 차안에 있던 건 바로 여단장이었다. 여단장은 곧바로 김상훈에게 엎드려뻗쳐를 시킨후 이걸 왜 이등병이 하고있냐고 갈군다. 이어 근무도 제대로 안 서면서 그걸 또 이등병한테 시키고 있냐고 한다. 그리고 몇 중대냐고 묻자 김상훈은 3중대라고 했다. 그러자 3중대 중대장 김덕철 대위 맞냐고 병사교육을 이따위로 시키는 게 안되겠다며 3중대 싹다 엎겠다는 말까지 하고 가버렸다. 김상훈은 운도 지지리 없게 하필 여단장이냐며 최일구에게 여단장이 왔다고 했다. 그러자 최일구는 갑자기 웬 여단장이냐며 여단장 이름이 뭐냐고 물었다. 김상훈은 이름을 말하려는 그때 머릿속에 스쳐가는 게 하나 있었다. 바로 전편에서 박민석이 보여줬던 가족사진이었다. 그리고는 나지막하게 "박범석"이라고 말했다. 이어 마지막에 그때 박민석의 가족사진이 나왔는데 바로 왼쪽부터 여단장, 자신, 군복을 입고있는 누나, 군단장 아빠가 찍힌 가족사진이었다. 즉, 박민석은 군단장 아빠, 여단장 삼촌, 군인 누나를 둔 군인 집안의 아들이었던 것이다.

3회 초병 上
박민석의 시점으로 보여주고 박민석이 발포를 하며 끝난다. 작중에서 김상훈이 박민석에게 무서운 이야기 한번 해보라니까 "내일 우리 아빠 면회 오신답니다." 라고 말했다.

4회 초병 下
김상훈의 시점으로 보여준다. 4년 전에 무슨 사건이 있었던 것으로 보이고, 뒷수습을 하며 끝난다. 4년 전에 한 병사가 박민석과 김상훈이 보초를 섰던 그 초소에서, 같이 보초를 서던 병사를 쏴 죽이고 자신도 자살한 사건이 있었던 것으로 추정된다. 2편 후반부에서 여단장과 행보관의 통화로 확인사살. 타임라인을 추정해보자면 김상훈과 박민석이 본 귀신 병사가 탄통을 열쇠로 연 뒤, 모종의 이유로 사수 병사를 쏴죽이고, 부사수였던 본인도 얼굴 턱에 총구를 들이댄 채 쏴서 자살했다. 이때 박민석이 본 유령과 김상훈이 본 유령은 구부정한 같은 자세를 취하고 있거나, 눈동자가 양 옆으로 돌아가서 사시가 되는 등 고라니의 특징을 지니는데, 이는 4년 전 병사들이 죽은 사건을 고라니로 착각하고 쐈다는 보고로 덮었기에 이를 암시하기 위한 복선이었다.

5회 불침번
박민석이 박형식을 박현식으로 착각해서 엉뚱한 선임을 깨운다. 물론 그 뒤로는 지옥의 시작이 확정.

6회 분대결산
심진우는 누워서 텔레비전을 보고 있고 나머지 4명 최일구, 김상훈, 임다혜, 박민석은 분대결산을 하고 있었다. 최일구가 김상훈은 행보관과 빨래건조대 보수작업을 했다고 기록했고 다음은 임다혜 차례였다. 임다혜가 관등성명을 하자 생긴 건 모아이 석상같이 생겨가지고 뭔 이름이 임다혜냐고 물었다. 임다혜가 죄송하다고 했지만 최일구는 갈구는 게 아니라 진짜 궁금해서 물어본다면서 임다형도 있고 임다훈도 있는데 왜 임다혜냐고 묻자 임다혜는 부모님이 초음파 검사했는데 딸인 것으로 나와서 임다혜로 지었다고 말했다. 최일구가 근데 왜 아들이 나왔냐면서 내일까지 알아오라고 한다. 그리고 오늘 뭐했냐고 물었다. 임다혜는 박민석이랑 생활관 모포를 털고 일광건조를 시킨다음 심진우 턱끈이 끊어졌다고 해서 새걸로 받아왔다고 했다. 최일구가 내일모레 나갈 양반 턱끈은 왜 새로 갈아주냐고 하자 심진우가 아직 24일 남았다고 끼어들었다. 하지만 최일구는 분대결산 중이니 조용히 좀 하라고 한다. 이에 심진우는 조용히 한다.선임이 뭐죠 이어 최일구가 임다혜에게 끝이냐고 묻자 임다혜는 박민석한테 군가를 가르쳤다고 했다. 이 말에 최일구는 만약에 박민석한테 군가를 물었는데 한 번이라도 틀리면 존X 쳐맞는 거라고 하며 박민석에게 '멸공의 횃불'을 불러보라고 한다. 하지만 박민석이 까먹어서 부르지 못하자 곧바로 임다혜한테 엎드려뻗쳐를 시키고 제대로 가르친 거 맞냐고 물었다. 임다혜가 군가를 똑바로 못 가르쳐서 죄송하다고 하자 한번만 더 기회를 준다며 바로 세웠다. 이어 박민석에게 진짜 군가를 시켰는데 박민석이 "아름다운~"이라고 부르자 또다시 임다혜한테 엎드려뻗쳐를 시켰다. 그리고 어떻게 가르쳤길래 음정이 저따구냐며 후임도 똑바로 못 가르치면서 어떻게 다음 달에 일병을 달려고 하냐고 한다. 이어 네가 불러보라고 했지만 임다혜도 틀리자 이번엔 김상훈까지 엎드려뻗쳐를 시켰다. 이후 군가를 지들 꼴리는대로 편곡을 해버린다며 니들이 "모짜렐라(...)"냐고 했다. 잠시 생활관에는 정적이 흐르고 김상훈이 모짜렐라가 아니라 모차르트라고 정정해준다. 최일구는 그게 지금 중요하냐고 따진다. 그러자 심진우는 대놓고 킥킥대고 박민석까지 쿡 하고 웃음이 터졌다. 최일구는 그런 박민석에게 웃기냐면서 한 번 더 물었는데 모르면 네 선임 둘다 뒤진다고 경고했다. 이번에는 김상훈에게 무슨 군가가 좋을지 물었고 김상훈은 '팔도 사나이' 어떻냐고 묻자 최일구도 좋다고 하면서 바로 부르도록 시켰다. 박민석은 아까와는 달리 이번엔 열창을 했지만 선임들의 표정은 좋지 않았다. 최일구는 김상훈과 임다혜한테 바로 하라고 한 뒤 이등병이 군가를 모르면 어쩌자는 거냐며 군가를 게이물로 만들고 있다고 했다. 김상훈은 자신이 직접 가르치겠다고 했다. 최일구는 내일 다시 물어볼테니 제대로 가르치라고 하며 분대결산은 마무리 됐다. 이후 모두가 잠든 방. 박민석은 혼자 눈을 감지 못하고 천장만 바라보고 있다가 옆자리에 있던 임다혜한테 혹시 자냐고 물었다. 임다혜가 안 자는 걸 확인하고는 아까는 죄송했다며 분명히 다 외웠는데 너무 긴장을 해서 그런 거라며 사과했다. 이어 내일은 진짜 완벽하게 외우겠다고 하자 임다혜는 "그럴 수 있지... 처음부터 잘 하는 사람이 어딨냐?"고 눈감아줬다. 이 말에 박민석은 선임들 안 혼나게 더 잘하겠다고 울음을 터트릴때 옆에서 김상훈이 "조용하고 자라"라고 말하는데 됐으니까 오늘 일은 잊으라는 늬앙스로 그를 격려한 것으로 보인다.

7회 말년
생활관을 청소하던 박민석이 누가 버린 듯한 트윅스를 먹어버렸는데, 알고 보니 그것이 말년병장 심진우가 결식하고 저녁으로 대신 먹으려고 남겨 둔 것이었다. 결국 분대원 모두가 심진우의 꼬장에 시달린다.

8회 UFC
심진우는 침대에 누워있고 박민석과 임다혜는 건조대에 빨래를 널고있었다. 최일구와 김상훈은 UFC 중계를 보고 있었는데 최일구는 암바만 하다 경기가 끝나는 걸 보고는 남자답게 화끈하게 가야 하는 거 아니냐고 불평했다. 이어 몇 억이 걸려있는데 팔 좀 꺾이는데 그렇게 아프냐고 하자 김상훈이 엄청 아프다고 한다. 그러자 호기심이 생긴 최일구는 무에타이 좀 했으니 한 번 해달라고 했다. 김상훈은 무에타이에는 암바 없고 다른 비슷한 기술이라도 보여주겠다고 하자 최일구는 "걸어드립니까?"라는 김상훈의 말에 완강히 거절했고 자기 대신 박민석을 시켰다. 김상훈은 박민석에게 팔을 앞으로 쭉 펴게 한뒤 아프면 아프다고 말하라며 우선 팔목부터 잡았다. 그러자 박민석이 부러진 것 같다고 식겁했고 김상훈은 아직 시작도 안했다고 한다. 그 말에 박민석은 안심하면서도 자신은 습관성 탈골이 있으니 너무 세게 하지 말아달라고 했다. 김상훈은 알았다고 한 뒤 우선 팔목을 먼저 잡고 손날을 이용해 박민석의 팔을 꺾었다. 최일구가 자기도 해보겠다며 박민석에게 이리 와보라고 했지만 박민석은 탈골 때문에 진짜 아프다고 하자 그럼 오른쪽을 하겠다고 했다. 박민석은 오른쪽도 예전에 인대가 끊어졌다고 하자 최일구는 가만 보면 멀쩡한 곳이 없다며 박민석 대신 임다혜를 불렀다. 최일구는 임다혜한테 팔에 문제 있냐고 묻자 임다혜는 없다고 했다. 최일구는 팔을 쭉 뻗게 한 다음 아프면 말하라면서 아까 김상훈이 했던 기술을 그대로 따라했다. 최일구는 임다혜한테 아프냐고 물었지만 임다혜는 말이 없었다. 김상훈은 자세는 맞으니 팔꿈치를 좀더 안으로 하면 된다고 했고 최일구는 치면서도 연신 아프냐고 물었지만 임다헤는 여전히 말하지 않았다. 김상훈은 거기서 좀더 아프게 하려면 살짝 깊게 들어가야 된다고 했고 힘을 주라고 했다. 최일구는 김상훈이 시키는대로 했는데 갑자기 임다혜 팔에서 뚝 소리가 났다. 당황한 최일구는 뭔 소리냐고 하자 김상훈은 뭔가 부러지는 소리같다고 했다. 박민석도 임다혜한테 괜찮냐고 물었고 임다혜는 땀을 흘리고 있었다. 최일구가 어디 잘못됐냐고 묻자 임다혜는 잘못된 것 같다고 했다. 그러자 세 사람은 말할 것도 없고 심진우까지 흠칫한다. 최일구는 아프면 말하라고 하지 않았냐면서 김상훈한테 임다혜 상태를 보라고 한다. 김상훈이 부러진 건 아니고 탈골된 것 같다고 하자 최일구는 아프면 소리를 지르던가 리액션이 나와야 알지 가만히 있는데 어떻게 아냐고 했다. 이윽고 임다혜는 '아..아...아..' 소리를 내며 아파했고 최일구는 김상훈에게 무에타이를 배웠으니 어떻게 좀 해보라고 한다. 김상훈이 무에타이는 사람 패는 무술이라고 해도 최일구는 조립은 해체의 역순이니 반대로 하면 맞춰질 거라는 개소리를 했다. 김상훈은 사람 뼈는 기계가 아니라고 하면서도 일단 뼈를 맞춰보겠다고 나섰다. 하지만 다시 한번 똑 소리가 났고 임다혜는 아까보다 더 크게 신음소리를 내며 아파했다. 최일구는 상황을 더 악화시키면 어쩌자는 거냐고 했지만 깅상훈은 자기도 껴보는 건 이번이 처음이라고 했다. 그러자 이번엔 습관성 탈골 있는 박민석에게 해보라고 했다. 박민석은 팔을 맞춘답시고 뒤로 올려버렸다. 그러자 역시나 똑 소리가 났고 임다혜의 신음소리는 훨씬 더 커졌다. 최일구가 여기서 더 병X을 만들면 어쩌자는 거냐고 하는데 갑자기 생활관 문이 열리더니 행보관이 들어왔다. 행보관은 임다혜는 왜 저러고 있냐고 소리치자 김상훈이 팔굽혀펴기 하다가 빠졌다고 했다. 행보관은 팔을 어디로 굽히면 저렇게 되냐며 자신이 나섰다. 그러자 임다혜의 팔은 내려갔고 신음소리가 멈췄다. 상황이 진정된 걸 직감한 행보관은 세 사람에게 모두 행정반으로 따라오라고 했다. 그런데 김상훈이 손바닥이 바깥을 보고있다고 했다. 이걸 본 행보관은 당황해서 의무병 불러오라고 소리쳤다. 유격하는 날. 완전군장을 한 최일구가 깁스를 한 임다혜한테 팔도 빼고 유격도 빼서 좋지 않냐고 볼멘소리를 했다. 김상훈이 행보관한테 X될뻔 한 거 임다혜가 말 잘 해줘서 휴가도 안 짤렸으니 너무 그러지 말라고 한다. 그때 전 대원 완전군장으로 연변장에 집합하라는 방송이 나오자 최일구와 김상훈은 나가면서 부대 잘 지키라고 했고 박민석도 다녀오겠다고 나갔다. 그리고 몇 초 후 임다혜는 자리에서 일어서 창밖을 내다보고 있다가 이윽고 깁스 팔걸이를 침대에 툭 던지고 양손으로 커튼을 닫았다.

9회 유격행군
유격 훈련이 시작되고, 유격장까지 입소 행군을 하는 모습을 그리고 있다. 박민석과 김상훈과 최일구가 나란히 행군을 하고 있고, 박민석이 힘들어서 물을 마시려고 한다. 이 때 최일구가 본인 물을 다 마시고, 김상훈의 물까지 마신다. 그 와중에 박민석은 결국 수통을 열고 물을 마시기 시작한다. 잠시후 최일구가 다시 달라고 하자, 김상훈은 자기는 물을 한번도 안마셨다고 거절한다. 그러자 박민석에게 물을 달라고 하는데, 박민석은 물이 있긴 하지만, 물이 없다고 한다. 김상훈이 마시는 거 다 봤다고 주라고 하자 결국 박민석은 수통을 주고 마는데, 물이 아니라 콜라였다. 물이 없다는 말은 사실이었던 것. 최일구는 빠졌다고 압수라며 말하면서 콜라를 벌컥벌컥 들이킨다. 임다혜가 가르쳐줬다고. 쌍으로 미쳤다고 하자, 박민석은 사실 혼자 그랬다고 말을 바꾸는데, 그러자 김상훈은 선임을 판거냐고 물어본다. 콜라를 다 마시자 박민석에게 마실 것이 더 있냐고 물어보는데, 임다혜가 자기 수통까지 줬다면서 임다혜 수통까지 나눠준다. 최일구는 에이스라고 하며 임다혜 수통까지 받아든다. 연가시에 감염됐냐는 김상훈의 한마디는 덤. 임다혜의 수통에는 환타가 들어있었다는 듯. 최일구는 맛있다며 들이킨다. 김상훈도 마시고 싶다며 줄 수 있냐고 묻는다. 최일구는 처음엔 거절하다가 결국은 준다. 수통을 건내받은 김상훈은 마시려는데, 박민석이 자꾸 애잔한 소리를 내자, 결국 딱 한모금만 마시라고 하며 수통을 건내주지만 박민석은 다 마셔버리고는 트림까지 한다. 물을 많이 마신 박민석, 최일구는 결국 복통을 호소하고, 김상훈은 소대장을 호출한다. 그러나 소대장은 30분 후 휴식이니 그 때까지 버텨보라며 절차 운운하며 열외시키기를 거부한다. 최일구는 개짬찌 소위를 보내고 최하사를 불러달라고 요구하는데, 최하사는 소대장의 물까지 마시고 엠뷸러스를 탔다고 한다.아니 근데 왜 저 소대장은 물을 다 뺏기고도 어떻게 멀정한 걸까? 김상훈은커녕 체력이 박민석보다도 약할 것 같은데 김상훈은 결국 박민석의 군장을 대신 들어주고, 최일구는 자기는 안들어주냐며 배신감이 든다고 표한다. 김상훈은 자기 몸이 두개도 아니고 최일구의 몫까지 들어줄 수는 없다고 거절한다. 최일구는 그냥 쓰러져서 엠뷸 타겠다고 선언하지만, 소대장은 이병장, 신병장, 최병장, 박병장, 최하사가 타고 있어 정원초과라고 한다. 결국 김상훈은 최일구의 군장까지 들게 되는데, 사실 안에 다박스밖에 없어서 그리 무겁진 않았다. 그 와중에 박민석은 김상훈한테 군장을 맡겨두고는 여단장 차를 타고 갔다고 한다. 그 때 김상훈은 앞을 지나가는 박민석이 탐욕스럽게 물을 마시는 것을 보면서 자기 수통이 사라진 것을 깨닫는다.

10회 유격 1
극초반에 유격 담당 간부들이 회의를 하는 데 이때 박민석이 언급되고 걘 군단장 님의 아들이니까 일 크게 만들지 말고 적당히 처리하라고 말한다. 박민석 PT체조 중 여러차례 마지막 구호를 말했으나 아버지의 계급을 인지한 교관이 박민석을 봐준다. 박민석이 실수로 마지막 구호를 하자 최일구가 한숨을 쉬고 그로 인해 최일구가 대신 열외를 당한다. 최일구는 박민석을 쏘아보고는 열외하는데, 거기서 의외의 인물을 보고는 놀란다. 한편 최일구가 열외된 상황에서 반복구호가 나왔으니 다시 한 번 1번 동작을 실시하는데, 교관의 지시로 조교가 조용히 박민석의 편의를 봐주기 위해 열외시킨다. 최일구는 얼차려를 마치고 복귀하면서 박민석을 마주치는데 당황한 눈으로 박민석을 쳐다보면서 간다. 조교는 가만히 서있으라고 설명하고 군단장님 아들이라고 열외자 교육 교관에게 설명하는데, 교관은 다짜고짜 박민석을 엎드려뻗치라고 지시한다. 알고보니 누나였던 것. 참고로 최일구는 신병 1화에서 누나의 사진을 본 적이 있기에 얼굴을 보고 바로 알아봤다.

11회 유격 2
박민석이 교관인 누나에게 걸려 지옥의 열차려를 맛본다. 단순 얼차려도 아니고 시작부터 발을 걷어차서 넘어뜨리고, "태어나서 죄송합니다"와 "나는 쓰레기다"를 복창시키고 일어나지 않자 복부를 걷어차고, "언제까지 애새끼 마냥 힘들면 질질 짜면서 낙오자처럼 살 겁니까!"라고 인격 모독까지 하는걸 보면 거의 가혹행위 급. 조교와 교관이 계속해서 군단장 지침이 떨어졌다며 만류하지만, 어차피 그 군단장님이 자기 아버지라 그런지 알았으니까 놔두라며 계속 얼차려를 부여한다. 결국 나무를 찍고 오라는 얼차려를 하던 중 쓰러지게 되고, 의무실에서 정신차린다. 의무실에서 박민석 옆에 깨어있던 소대장에 따르면 1시간 34분 46초 동안 쓰러져있어서 탈수증상을 의심하고 있었다고 한다. 소대장은 PT 2번 동작을 하던 중 빈혈을 일으켜 의무실에 왔었다고... PT가 끝나 각자 텐트로 복귀했다고 하자 박민석도 텐트로 복귀한다. 텐트로 돌아오자 김상훈과 최일구는 박민석을 한번 슥 쳐다보고는 무시한다. 담배 피고 돌아오자 자는 척을 하는데, 최일구가 박민석을 향해 폭언을 쏟자 눈물을 흘린다.

12회 유격 3
최일구가 한참 불평을 늘어놓다 씨몽키에 대한 이야기를 하자 김상훈이 거기서 씨몽키 이야기가 왜 튀어나오냐며 반발하니 최일구가 얼이 빠진다. 때마침 PX가 열었다는 소식에 담배를 사야한다며 최일구와 김상훈은 텐트를 나간다. 김상훈은 PX에 가기 전(아마도 박민석이 깨어있단 걸 눈치채고 담배 없으면 사다주려고) 박민석에게 담배가 남았냐는 질문을 하지만, 박민석이 대답을 하지 않자 선임이 말을 하는데 무시하냐며 투덜대고 그냥 나간다. 텐트로 복귀하자 박민석이 사라진 상태. 최일구가 화장실 간 거 아니냐고 하자 김상훈은 갈 시간이 아니라고 한다. 알고있는 게 의외 같은데 본인 말마따나 화장실 엄청 가는 거 때문에 늘 확인하게 된다고... 사실 김상훈은 박민석에게 줄 아이스크림까지 2개를 사왔기 때문에 찾으러 나간다. 그렇게 1시간 동안 박민석을 찾지 못하고 전 중대원이 박민석을 찾기 시작한다. 박민석은 탈영한 상태였고, 유격장 인근 '진수네 수퍼'에 몸을 숨긴다. 수색하던 병사가 박민석을 찾기 직전이었지만, 찾았다는 보고를 듣고 슈퍼를 뜬다.

13회 유격 4
소위는 박민석와 이름이 비슷한 박민식을 찾아오는 실수를 저지른다. 여기서 소대장이 관등성명을 대면서 이름이 오석진임을 밝힌다. 중대장은 박민석 못 찾으면 군생활 다 끝나는거라며 버럭 소리 지르고는 오석진을 찾으러 보냈다가 다시 불러서 소대장의 그 듣기 싫은 목소리를 내일까지 고쳐오라고 하고 보낸다. 그러고는 다시 부르고는 경례를 지적하며 다시 한번 털고 보낸다. 한편 중대원들은 산을 돌아다니며 박민석을 수색하고, 박민식이었다는 사실이 중대원들에게도 알려진다. 최일구는 분대장 영창 갈 것 같다고 걱정하고, 김상훈은 찾을 수 있을 거라고 위로한다. 한편 오석진이 산쪽은 위험하니 2인 1조로 민가 쪽을 찾아보자고 권유한다. 박민석은 산 속에서 볼일을 보다가 김상훈 일행이 근처까지 오자 도망간다. 김상훈은 슈퍼에서 박민석의 체취를 발견하고, 박민석이 왔음을 직감적으로 깨닫는다. 그 때 풀숲에서 소리가 나고 오석진은 야생동물 같으니 가지말자고 하지만, 김상훈은 이를 무시하고 쫓는다. 거기서 박민석의 대변 냄새까지 알아채고, 박민석이 왔음을 알린다. 박민석이 산을 더 올라가다가 소리를 내고 김상훈은 결국 더 올라가보기로 한다. 그 때 박민석은 멧돼지와 만나게 된다.

마지막 회 유격 完
김상훈은 박민석을 발견하지만 미동을 하지 않는다. 그 앞의 멧돼지까지 인지하자, 오석진에게 멧돼지라고 열심히 설명하는데, 오석진은 지뢰를 밟은 것 같다며 딴소리한다. 중대장은 오석진이 집합 명령에도 모이지 않자, 무전으로 화를 낸다. 김상훈은 멧돼지가 달려올 때 옆으로 팍 엎으려서 멧돼지를 피하고, 박민석은 다시 일어나 산 위로 도망친다. 김상훈이 5분 정도 추격하다가, 박민석이 멈추게 되고 그 때 김상훈이 지금 산 속이 너무 위험하니 같이 자가고 설득을 시작한다. 결국 박민석은 고민을 털어놓게 되고 김상훈이 선임들도 처음엔 다 문제 일으켰다며 잘 설득하며 지금 내려가서 아빠한테 전화하면 큰 문제 없다고 하면서 데리고 온다. 하지만 발을 접질려 결국 산을 구른다. 그 와중에 오석진은 되도 않는 지뢰 타령을 하며 설명충 모드를 발동했다가 멧돼지에게 치여 입원했다. 유격은 잘 끝나서 복귀한 것 같고, 김상훈이 최일구에게 썰을 다 풀고는 진급식 참석하러 간다. 이 때 임다혜가 오랜만에 출연한다. 그래도 마지막엔 박민석이 일병으로 진급하는 훈훈한 장면이 나와서 해피 엔딩.

### 시즌 2
1회 작업
최일구의 분대가 비 오는 주말에 배수로 작업을 하다가 최일구 상병과 오석진 소위가 기싸움을 벌이고, 오석진이 행보관에게 병사들 교육을 잘못 했다며 얼차려를 지시하다가 역관광당한다. 전 27사단장 전인범 예비역 중장은 이 영상 시청 후, 실제로는 일단 하극상이니 중대장까지 책임을 지고 옷을 벗을 것이라고 코멘트를 남겼다. 다만 이후에도 중대장이 멀쩡히 나오는 걸 보면 장삐쭈가 이를 못 봤거나 그냥 현실적인 참고사항 정도로 받아들인 듯하다. 이후 군튜버 고성균 예비역 소장이 이 내용을 보고 비 오는 날 우의 입고 작업현장 오는 건 칭찬해줄만 해도, 줄자를 대면서 길이를 재거나 행보관에게 엎드려 뻗쳐 하는 장면은 직권남용으로 징계위원회에 회부될 절대 있을 수 없는 이야기라고 선을 그었다.

2회 아침점호
아침에 비가 많이 오다가 잦아들었다가 반복하는 사이 당직사령이 실내점호와 실외점호를 오가고 우의 입고 실외점호를 한다는 말에 최일구가 군단장 찬스 박민석을 시켜 아버지에게 실내점호를 부탁해보라 한다. 박민석 말로는 혼나고만 왔다고 하지만, 정말로 전군 전체 실내점호라는 명령이 즉시 하달 되었고 모두 환호하며 박민석이 칭찬받는다. 다만 그 직후 비가 그치며 "비가 조금 그친 관계로..." 라는 방송이 나오는데 정황상 또라이 당직사령이 자기 맘대로 진급도 누락됐겠다 명령이고 나발이고 알게 뭐냐 다시 실외 점호로 바꾸려는 듯한 늬앙스로 보인다. 방송 내용이 완전히 나오기 전에 영상이 끝났기 때문에 열린 결말.

3회 전역
심진우의 전역 하루 전날 밤. 생활관에선 모든 인원들이 취침준비를 끝마쳤고 김상훈이 취침소등을 하려고 하는데 최일구는 끄라고 하고 심진우는 끄지 말라고 하고있었다. 김상훈은 자기 보고하러 가야 하는데 어쩌라는 거냐고 하자 최일구는 어차피 맞는 거 불끄고 맞는 게 낫다고 했다. 심진우는 내가 뭘 잘못한 거냐고 한탄했지만 최일구는 우리가 전역자들 잘못해서 때린 게 아니라 그냥 전역하니까 때린 거라고 한다. 심진우는 지금이라도 숨으려고 하지만 최일구는 어떻게든 찾아내서 때리니까 그냥 기쁜 마음으로 맞으라고 한다. 심진우는 최일구한테 네가 좀 막아달라고 하소연 하지만 최일구는 자기가 무슨 힘이 있냐며 침대에 누웠다. 김상훈은 심진우에게 마지막 밤을 편하게 보내라고 인사한 뒤 소등했다. 잠시 후, 생활관 문이 열리더니 병사 4명이 심진우 자리에 다가왔다. 심진우는 내가 너희들한테 못 해준 거 있냐며 했지만 병사들은 가차없이 모포말이를 해버린다. 병사들이 문을 열고 들어오는 소리를 듣고 잠에서 깬 박민석은 그 광경을 보고는 두 눈을 질끈 감았다. 모포말이가 났고 병사들은 나갈 때 전역 축하한다며 보급 플라스틱 비누곽을 전역 선물이라며 던져줬다. 병사들이 나가자 박민석은 심진우에게 괜찮냐고 물었다. 심진우는 안 괜찮다고 하면서도 기분은 존X 좋다고 했다. 박민석이 자기 모포 좀 빌려주겠다고 하자 심진우는 있는 거 다 달라고 한다. 박민석이 심진우 자리에 와서 모포를 건네주려는데 이번엔 다른 병사들이 나타나 모포말이를 했다. 다른 병사들도 나가버리자 심진우는 박민석한테 아까 날개뼈를 세게 맞아서 잘못 된 것 같다며 등 좀 봐달라고 했다. 박민석이 그의 옷을 걷어 등을 살펴보고는 보기에는 아무렇지도 않다고 했다. 그러자 심진우는 그렇게 터치 안하고 잘해줬다며 불평하자 박민석은 오히려 잘해줘서 아쉬운 마음에 더 때리는 것 같다고 했지만 심진우는 자신도 그랬지만 그냥 배아파서 저러는 거라고 했다. 이어 그래도 부럽다면서 자기도 이런 날이 올까 싶다고 하는 박민석에게 다 온다고 했다. 이어 1차 정기휴가는 다녀왔냐고 묻자 박민석은 아직 안 다녀왔다고 했다. 그러자 무슨 휴가 있냐고 물었더니 박민석은 저번에 그 일 때문에 백일 휴가가 잘려버려서 있는 건 없다고 했다. 심진우는 이런 그에게 휴가를 무조건 많이 가야 한다며 그것밖에 없다고 했다. 박민석은 심진우는 부대에 있는 걸 거의 못본 것 같다며 어떻게 그렇게 휴가를 많이 다녀온 거냐고 물었다. 이 말에 심진우는 군생활 한 것도 없이 개꿀 빨았다며 자기만 알고있는 개꿀팁을 알려주겠다며 관물대 서랍을 열더니 수첩 하나를 건넸다. 박민석이 이게 뭐냐고 묻자 1년 동안 분석한 행보관의 월별, 요일별 일정표를 적어둔 것이라고 한다. 그리고 외박과 휴가를 많이 받으려면 무조건 행보관이랑 친해져야 한다고 했다. 박민석이 행보관이 너무 무섭다고 하자 심진우는 행보관만큼 인간적인 간부 없다며 알고보면 엄청 감성적인 양반이라고 했다. 그리고 본격적으로 꿀팁 전수를 시작한다. 일단 일과 시작하기 20분 전, 무조건 중앙복도에 있는 커피 자판기 앞으로 가라고 한다. 그 시간에 가면 무조건 3중대 행보관과 커피를 마시고 있기 때문이다. 이어 행보관이 말 걸 때까지 날마다 자판기 음료들을 한 잔씩 뽑아 마시라고 한다. 그러다 보면 어느 순간 행보관이 일과 시작하면 자길 따라오라 하고는 작업을 엄청나게 가르친다고 했다. 박민석이 자기는 작업 잘 못한다고 했지만 심진우가 어차피 욕하면서 다 가르쳐 주는데다 자기도 사회에 있을 때 그런 거 한번도 안해봤다고 했다. 이후 용접, 페인트, 예초 등 온갖 일을 다 시키는데 하나도 빼놓지 말고 전부 다 배우라고 한다. 박민석이 그게 다 배워지냐고 했지만 심진우는 행보관은 안되는 일은 안 시킨다며 하다보면 다 된다고 한다. 또한 그러다 보면 물자창고 페인트칠, 울타리 만들기, 전 생활관 빨래 건조대 보수 작업같은 큰 이벤트가 있을 거라고 했다. 그러면 일과는 최소 일주일 넘게 깔 수 있고 잘되면 외박과 휴가까지 받을 수 있어서 미친 개꿀이라고 했다. 이야기를 다 들은 박민석이 그런데 그건 꿀팁이 아니라 병장님이 군생활을 엄청 열심히 했다는 이야기 아니냐고 하자 심진우는 그제서야 자신은 꿀을 빤 쪽이 아니라 군생활을 아주 열심히 한 쪽이라는 사실을 깨달았다. 그때 밖에서 부스럭거리는 소리가 들렸다. 또 한 번 모포말이를 직감한 심진우는 전역증이 없어졌다는 핑계를 대고 박민석이 자기 침대로 오게 했다. 뭣 모르는 박민석이 심진우 침대에서 전역증을 찾는 동안 심진우는 '미안하다 민석아'라고 독백한 다음 모포를 덮었다. 잠시후 병사 3명이 "진우야 집에 가자"하며 와서는 박민석한테 모포말이를 했다. 침대 아래에 숨은 심진우는 몸을 웅크리고 귀를 막았다. 다음날, 전역 당일. 비가 쏟아지고 있었고 심진우는 한 손에는 우산, 다른 한손에는 종이백 하나를 들고 서 있었다. 그리고는 들어가라고 한다. 이어 다음 장면에서는 최일구, 김상훈, 임다혜, 박민석을 비롯한 여러 중대원들이 비를 맞은 채로 서 있었다. 이어 최일구의 지시로 단체로 심진우에게 우렁찬 경례를 했다. 심진우는 무표정하게 보고있다 자신도 우산을 던져두고 경례를 한다. 이때 박민석의 눈에는 눈물이 맺혀있었고 나레이션으로 심진우의 말이 흘러나온다. "중간만 가라는 새X들 말 절대 믿지 말고 존X 열심히 해라. 존X 열심히 하면 다 너한테 돌아온다."

4회 오해
박민석이 심진우에게 배운 걸 써먹으려다가 긴장하는 바람에 이제는 선임들이 안 때린다고 말실수해서 소대원들이 행보관에게 갈굼당한다. 처음에는 임다혜부터 시작했는데, 임다혜는 표정이 굳어있다는 것을 빼면 그다지 갈굼 받지 않았으나, 김상훈이 불려가서 박민석을 괴롭혔냐는 질문에 저는 안 괴롭혔다고 말실수하고 거기에 더해 박민석이 일병 달고 나서부터는 한 대도 안 맞았다고 말실수한 탓에 최일구까지 불려간다. 결국 최일구는 행보관과 1:1 면담을 하게 되고, 소대원들이 불안해하고 있던 그 때, 최일구가 기운 없이 돌아온다. 김상훈이 어떻게 됐냐고 묻자, 최일구가 말년 휴가 반토막 났다고 얘기하자, 박민석은 죄책감과 미안함에 충격받아서 뛰쳐나간다. 하지만 사실 휴가가 반토막 났다는 건 구라였고, 그냥 주의만 받고 끝났었던 것. 뛰쳐나간 박민석을 김상훈이 제압하면서 안심시키는데 문제는 그 위치가 중대장실 앞. 중대장이 무슨 일이냐고 묻자, 최일구가 체력 단련이라면서 얼버무리는데, 그 후 게시판에 중대장 전파사항으로 복도에서 체력단련시 상점 -10이라는 종이가 붙었다.

5회 후임
인천 부평 출신인 차병호가 신병으로 전입온다. 박민석의 맞후임인데 여친이 예쁘고, 체대 출신이며 축구를 좋아하는 등의 호감요소로 오자마자 김상훈과 최일구의 맘에 들면서 박민석이 소외감을 느낀다. 그날 저녁 지목게임에서 싸우면 이길 것 같은 선임, 모쏠일 것 같은 선임으로 박민석을 연달아 지목하자 기분이 상하지만 최일구가 뒤끝 없음을 강조해서 마지못해 받아들인다. 그런데 이어지는 이미지 게임에서 박민석에게 기니피그를 닮았다고 하는 탓에 박민석이 진짜로 화가 나고, 이런 상황에서 점점 위로 가며 임다혜를 역시나 모아이라 하더니 김상훈은 소지섭이라 하자 최일구에게 벌써부터 아부한다고 한 소리 듣는다. 그런데 마지막으로 분대장인 최일구를 비버라고 해버리는데, 최일구가 저스틴 비버로 알아들으며 끝난다. 영상 시작 부분에 박민석이 고생하셨습니다, 들어가십쇼 같은 말을 하고 들어온 다음 허리가 아프다고 하는데, 오해 편에서는 시도하다가 한번 사고쳤지만 이번에는 전역 편에서 심진우 병장이 알려준대로 행보관과 친해지는 작업을 충실히 이행 중인 듯.

6회 분리수거
박민석이 차병호를 갈구는 것이 주 내용. 갈구다가도 선임이 들어오면 다시 가르치는 모드로 돌아오는 게 일품이다. 그마저도 갈구는 것도 아직 잘 하지못해 어버버한다. 역갈굼 그리고 마지막에는 자는 줄 알았던 최일구 병장이 다 들었던게 밝혀지며 이불킥 엔딩 확정. 다만 혹자는 박민석이 자신의 아버지나 삼촌을 들먹이지 않고 오로지 자신의 힘만으로 갈구는 걸 보고 그래도 배려를 많이 해준 거라고 평가하기도 한다.

7회 물자창고
작업 중 최일구가 박민석과 차병호에게 구르마를 가져오라고 시키고 둘이 물자창고로 가 구르마를 찾던 중 병호의 실수로 창고 틈새에 숨어 자고 있던 보급계원인 강찬석 상병을 깨우고 만다. 이에 열이 뻗친 강찬석이 박민석을 거의 반 죽일듯이 갈구고 아빠한테 이르라고 하기도 하고 구타까지 하려 하자 차병호가 자신이 대신 맞겠다고 나서는 것을 보고 어이없어 하다가 넘어가고, 박민석을 내보내고 둘이 있다가 무슨 일이 있었는지 갑자기 화기애애한 분위기로 나온다. 이후 차병호가 박민석에게 '강찬석 상병이 아까는 미안했다고 전해달라고 했다'고 했고, 박민석이 '다음부터는 함부로 나서지 말라'고 한다. 작중 강찬석이 박민석을 향해 눈에 띄지 말라고 엄포놓는 걸 보면 박민석의 폐급 기질이 타 소대에까지도 알려진 듯. 하지만 막상 이 편에서는 박민석이 잘못한 것이 없다. 오히려 일과 시간에 몰래 틀어박혀서 자고 있던 강찬석 상병이 백번 잘못한 상황이다. 마지막에 박민석이 차병호에게 하는 대사가 "나도 내 방식이 있으니까"라고 하는데, 이게 무슨 의미이고 강찬석 상병의 운명이 어떻게 될지 짐작되는 대목이다. 하기야 군단장 아들+여단장 조카를 건드렸으니... 그리고 결국 우려가 현실이 되었다.

8회 야간작업
시간은 취침시간. 위장 마크를 제작하기 위해 오석진 외 4명의 병사가 야간에 잠도 못 자고 모여있다. 당직사령 점검이 오기 전에 끝내야 하는 상황에서 원래대로라면 빠르게 끝낼 수 있었을테지만 쓸데없이 FM을 들먹이며 작업을 질질 끄는 오석진 때문에 김상훈은 복장이 터지기 직전까지 가고 결국 오석진도 제시간에 작업을 끝내지 못해 근무도 없는 병사들 고생시킨다며 당직사령한테 실컷 털린다. 오석진을 제외한 병사들은 당직사령이 도착하기 직전에 생활관으로 도망쳤다가 깜빡 잠이 든 상태였는데, 다 털린 오석진은 생활관으로 찾아와 조용히 김상훈을 부른다. 김상훈을 밖으로 부른 오석진은 서로 담배를 피며 완전히 기가 죽은 채로 김상훈에게 자신이 그렇게 센스가 없냐고 물어본다. 작업을 질질 끌 때까지만 해도 저 인간이랑 하면 뭐 되는 게 없다고 성질을 내던 김상훈이었지만, 그런 의외의 모습을 보고선 살짝 당황하여 그래도 그게 소대장님 스타일 아니냐며 중대장한테 다 일러바치는 다른 간부들보다 낫다고 어떻게든 오석진을 위로해준다. 김상훈의 위로에 씁쓸하게 고마움을 표한 오석진은 이내 전시 상황에 자신이 김상훈의 소대장이 된다면 어떨 것 같냐고 물어보는데, 김상훈은 무거운 분위기를 환기시키고자 실수인 척 하고 쏠 것 같다며 농담을 했지만 이미 기가 죽을 대로 죽어 있었던 오석진은 역시 그렇겠다며 여전히 울적해한다. 김상훈은 농담인데 뭐 그렇게 진지하게 받아들이냐고 둘러댔지만, 다시 곰곰히 생각해보던 김상훈은 그렇다고 딱히 다른 대답이 떠오르지 않아 결국 또 다시 역시 쏴 죽일 것 같다며 조심스럽게 대답한다. 갑자기 확 어색해진 분위기 속에서 오석진이 김상훈을 슬며시 쳐다보며 에피소드 종료.

9회 저녁점호

10회 전산오류

11회 보직변경 1

12회 보직변경 2

13회 보직변경 3

14회 보직변경 4

15회 보직변경 5

16회 보직변경 6

17회 보직변경 7

마지막 회 보직변경 完

### 외전
주임원사 - 시즌 2 '야간작업' 편과 '저녁점호' 편 사이에 공개되었다. 본편의 인물이 아닌 주성진 일병과 그 주변 인물인 허태훈 상병, 그리고 주임원사 최영길 원사의 시점에서 진행된다. 주임원사가 발음을 상당히 흐리게 말하는 탓에 주성진과 허태훈은 일단 귀에 들리는 단어들을 적절히 변형하고 조합해가지고 이윤진 하사에게 말해서 방역 수칙을 최신화하고 면회장 음식물 쓰레기를 치우고 브라자를 게시판에 걸어 놓으라는 소리로 알아들어서 브라자와 비슷하게 생긴 보급 귀도리를 걸고 오른쪽에 화살표로 브라자라고 가르켜놓은 종이를 붙여놓았다. 그런데 주임원사가 말한 본래 의미는 방문객 안내 문구가 2년 전 거라 최신화하고, 방문객들에게 음식물 쓰레기 똑바로 처리하고 가라고 말하고, 브라더 프린터기로 복사해서 붙여놓으라는 소리였다. 결과는 당연히 주임원사한테 갈굼당하는 엔딩. 여담으로 성우는 장삐쭈 혼자 전담하지 않고 피식대학 정재형과 뢴트게늄이 각각 주임원사와 주성진을 맡았다. 장삐쭈가 맡은 역할은 효과음과 허태훈 뿐. 또한 주임원사의 말을 일부러 이해하지 못하도록 주임원사가 하는 대부분의 말에는 자막도 안달려있다. 우드랜드 패턴인 군복에 주임원사의 모자가 베레모인 걸로 보아 최소 2010년대 극초반인 프리퀄로 추정된다. 방역수칙 최신화 라는 대사를 보면 메르스가 유행했던 2015년이나 코로나19가 유행했던 2020년 배경의 시퀄일 가능성도 있지만 2009년에 유행한 신종플루와 관련되어있을 수도 있기 때문에 어느 시점이라고 정확한 예측은 어렵다.

임다혜 - 카카오톡 이모티콘 출시 기념으로 나온 에피소드.

행정반에서 전파드립니다 - 이모티콘 출시 홍보 영상. 시즌 2 '오해' 편과 '후임' 편 사이에 공개되었다. 행정반에서 신병 이모티콘이 출시되었으니, 각 생활관 일병(없으면 상병급)이 불출해가라는 행정반 방송이 흘러나온다. 시즌 2기 아침점호 편에서 찾던 7번 총기함 키를 아직도 찾고 있다.

소지품 검사 - 신병 굿즈 홍보 에피소드. 노경두 중사로 추정되는 말투의 간부가 등장한다.

국밥용사 전경훈 - 국밥집 손님 까메오로 최일구, 김상훈, 임다혜, 박민석이 출연한다. 그 밖에 비중은 없다. 잘보면 스튜디오 장삐쭈 팀, 오늘의 안기욱의 너희 투자 직원들, VS 시리즈의 동그와 네모도 보인다. 2편에서는 동그와 네모는 빠졌다.

## 미디어
- 신병 (드라마)